# Федер (диджей)
Хедрин Федерикони (фр. Hadrien Federiconi; род. в Ницце, Франция) — французский диджей. Позже переехал в Париж, в 2014 году он становится известным благодаря ремиксу на песню Родригеса «Can not Get Away». Он заключил контракт с лейблом Atlantic Records. Его сингл «Goodbye» при участии Lyse занял первое место по продажам в Франции (также находился на четвёртом месте во французском чарте более шести недель с 8 июня по 24 июля 2015 года) и Швейцарии, в чарте iTunes Франции, Италии, Бельгии, Швейцарии, России, Венгрии, Турции, Чехии, и в Топ-10 iTunes Германии, Греции, Дании, Испании, Нидерландов, Австрии. Федер победил в номинации «Лучший новый французский диджей». В конце 2015 года Федер был награждён премией NRJ DJ Awards.

## Дискография
| 2015                                                                          | «Goodbye» (При участии Lyse)                   | 1  | 6  | 3 | 1  | 8  | 11 | 26 | 1  |
| 2015                                                                          | «Blind» (При участии Emmi)                     | 5  | 39 | — | 50 | 78 | —  | —  | 25 |
| 2016                                                                          | «Lordly» (При участии Alex Aiono)              | 10 | —  | — | 36 | —  | —  | —  | —  |
| 2017                                                                          | «Back for More» (При участии Daecolm)          | 54 | —  | — | —  | —  | —  | —  | —  |
| 2017                                                                          | «Private Dancer» (Совместно с Julian Perretta) | 41 | —  | — | —  | —  | —  | —  | —  |
| 2017                                                                          | «Breathe»                                      | 47 | —  | — | —  | —  | —  | —  | —  |
| «—» означает что сингл не попал в чарт или не издавался на данной территории. |                                                |    |    |   |    |    |    |    |    |